# Johan Lind (jurist)
Johan Anders Lennart Lind, född den 9 mars 1934 i Stockholm, är en svensk jurist. Han är son till justitierådet Gösta Lind och måg till riksbankschefen Ivar Rooth.
Lind avlade juris kandidatexamen i Uppsala 1957. Efter tingstjänstgöring 1959–1961 blev han fiskal i Svea hovrätt 1962, sekreterare i Arbetsdomstolen 1963, assessor 1968, sakkunnig i Justitiedepartementet samma år, departementsråd där 1973, hovrättslagman i Svea hovrätt 1976 och ordförande i Arbetsdomstolen samma år. Han var justitieråd 1984–2000. Lind var sekreterare, expert eller ledamot i ett flertal statliga utredningar. Åren 1980–1982 var han ordförande i 1977 års sexualbrottskommitté.